# Реальная уния
Реа́льная у́ния — династическая уния двух и более наследственных монархий, являющихся частями одного конфедеративного объединения.
Реальная уния, как правило, предполагает общий закон о порядке избрания монарха в случае пресечения царствующей династии; кроме того, для реальной унии характерно наличие учреждений, общих для входящих в неё государств. Эта общность государственных учреждений может получиться лишь путем взаимного соглашения этих государств, и, таким образом, реальная уния относится к явлениям международного права.
Исторические примеры реальных уний:
- Датско-норвежская уния (1523—1814)
- Королевство Великобритания
- Королевство Польское и Великое Княжество Литовское
- Великое княжество Финляндское и Царство Польское под властью российских императоров
- Шведско-норвежская уния (1814—1905). Законом определялось на случай, если король окажется неспособным управлять государством, общее регентство. На случай пресечения династии устанавливался совместный способ избрания короля парламентами обоих государств. Управление обоими государствами являлось совершенно раздельным. Лишь внешняя политика для обоих государств курировалась шведским министром иностранных дел
- Австро-Венгрия (1867—1918). Австрия и Венгрия имели 3 общих министерства: министерство двора и иностранных дел, министерство военное и министерство общих финансов.